# المستغفري
أَبُو العَبَّاسِ جَعْفَرُ بنُ مُحَمَّدِ بنِ المُعْتَزِّ بنِ مُحَمَّدِ بنِ المُسْتَغْفِرِ بنِ الفَتْحِ بنِ إِدْرِيْسَ المُسْتَغْفِرِيُّ النَّسَفِيُّ، (وُلد سنة 350 هجريًا المُوافق لسنة 961 ميلاديًا، تُوفي سنة 432 هجريًا المُوافق لسنة 1041 ميلاديًا) هو فقيه، من رجال الحديث. كان خطيب نسف من بلاد ما وراء النهر وتوفي بها. ورجال الحديث يأخذون عليه رواية الموضوعات من غير تبين. وَكَانَ مُحْدِّثَ مَا وَرَاء النَّهر فِي زَمَانِهِ.

## روايته للحديث النبوي
- حَدَّثَ عَنْ: زاهر بن أحمد السرخسي، وإبراهيم بن لقمان، وأبي سعيد عبد الله بن محمد بن عبد الوهاب الرازي، وعلي بن محمد بن سعيد السرخسي، وجعفر بن محمد البخاري، وخلق كثير.[4]
- حَدَّثَ عَنْهُ: الحسن بن عبد الملك النسفي، وأبو نصر أحمد بن جعفر الكاسني، والحسن بن أحمد السمرقندي الحافظ، والخطيب إسماعيل بن محمد النوحي، وآخرون.[4]
- الجرح والتعديل: قال أبو سعد السمعاني: «فقيه فاضل محدث مكثر صدوق، يرجع إلى فهم ومعرفة وإتقان، جمع الجموع، وصنف التصانيف، وأحسن فيها»، وقال الذهبي: «الإمام الحافظ المجود المصنف، محدث ما وراء النهر في زمانه»، وقال جلال الدين السيوطي: «صدوق غير أنه يروي الموضوعات في الأبواب ولا يوهيها»، وقال عبد الحي بن العماد الحنبلي: «الحافظ».[5]

قال الذهبي: «وَلَمْ يَرْحَلْ إِلَى العِرَاقِ فِيمَا أَعلم».

## مؤلفاته
من مؤلفاته:
- «مَعْرِفَة الصَّحَابَة».
- «الدَّعَوات».
- «دلاَئِل النُّبُوَّة».
- «فَضَائِل القُرْآن».
- «الشَّمَائِل».
- «خُطبَ النَّبِيّ - صَلَّى اللَّهُ عَلَيْهِ وَسَلَّمَ -».
- «تَاريخ نَسَف».
- «الطِّبّ».
- «تَاريخ كِشْ».